# Wegekreuz Am Dörnchen

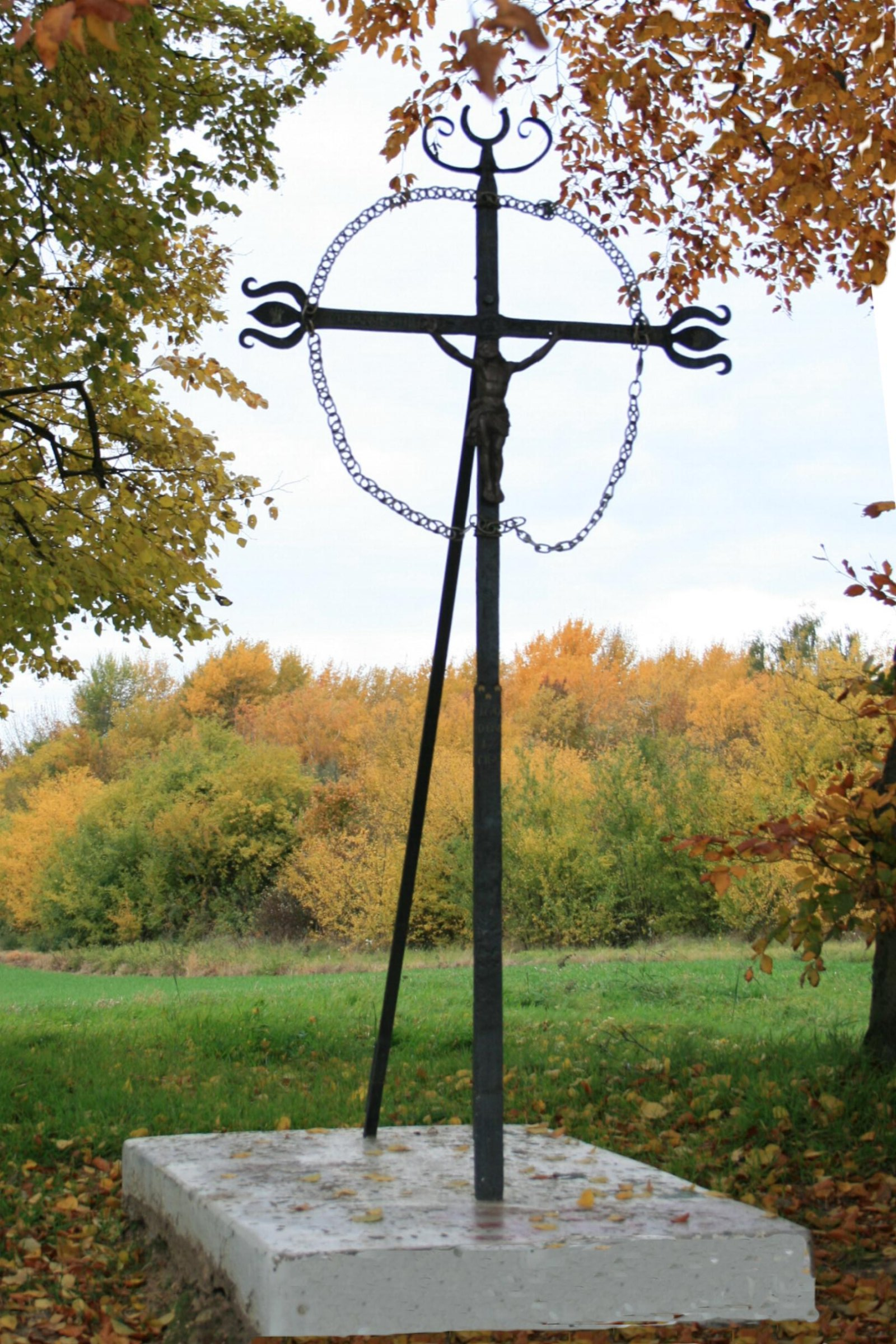
Das Kreuz

Der Wegekreuz Am Dörnchen befindet sich nördlich von Wissersheim, einem Ortsteil der Gemeinde Nörvenich im Kreis Düren, Nordrhein-Westfalen in der Feldgemarkung.
Das 2,35 m hohe Kreuz aus Schmiedeeisen hat blattartige, volutenförmige Enden. Es wurde im Jahre 1770 erbaut. Der Korpus stammt aus dem 19. Jahrhundert und wurde aus Gusseisen gefertigt. Der Betonsockel ist neuen Datums.
Das Kreuz wurde am 9. April 1985 in die Denkmalliste der Gemeinde Nörvenich unter Nr. 78 eingetragen.

## Belege
- Denkmalliste der Gemeinde Nörvenich (PDF; 108 kB)

Koordinaten: 50° 49′ 21,2″ N, 6° 41′ 55,8″ O